# Küküllőfajsz
Küküllőfajsz,  1910-ig Fajsz (románul: Feisa, németül: Füssen, szászul Faiss) falu Romániában, Erdélyben, Fehér megyében.

## Fekvése
Balázsfalvától húsz kilométerre kelet–északkeletre, a Kis-Küküllő bal partján fekszik.

## Nevének eredete
Képzőtlen, török eredetű ómagyar személynévből származik. 1332-ben Feyz és Fez, 1344-ben Fayz alakban említették.

## Története
1332-ben katolikus papjáról, 1344-ben pedig egy német nevű lakosáról emlékeztek meg. 1553-ban már „possessio Walachalis”-nak, vagyis román lakosságúnak írták. 1764 előtt telepedett meg benne egy Iacov nevű resinári festő, és attól kezdve az 1870-es évekig román templomfestő központnak számított. Görögkatolikus egyháza 1835-ben alakult. Küküllő, 1876-tól Kis-Küküllő vármegyéhez tartozott.
1880-ban 762 lakosából 726 volt román és 31 cigány anyanyelvű; 707 görögkatolikus és 50 ortodox vallású.
2002-ben 931 lakosából 927 volt román nemzetiségű; 837 ortodox és 89 görögkatolikus vallású.